# Alberto Gómez (futbolista cubano)
Alberto Gómez Carbonell (nacido en Guantánamo, Cuba, el 2 de diciembre de 1988) es un futbolista profesional cubano, se desempeña en el terreno de juego como mediocampista, y su club actual es el Atlético Vega Real de la Liga Dominicana de Fútbol.

## Clubes
Alberto Gómez solo tuvo un club en su vida, el FC Guantánamo de su ciudad natal Guantánamo, hasta que sorpresivamente en 2017 fue traspasado al Atlético Vega Real de República Dominicana y actualmente se desempeña en este club.
| Club               | Años            | Títulos |
| ------------------ | --------------- | ------- |
| FC Guantánamo      | 2009 - 2016     | -       |
| Atlético Vega Real | 2017 - presente | -       |

## Selección de Cuba
Alberto Gómez hizo su debut con Cuba en el año 2011 en un amistoso frente a Nicaragua donde lograron empatar 1:1. En ese mismo año es convocado para disputar por primera vez la Copa de Oro de 2011.
En su primer encuentro pierden 5:0 con Costa Rica y México y en su último duelo pierde 6:1 con El Salvador, quedando eliminados en Primera Fase. 
En el año siguiente participan de la Copa del Caribe de 2012 donde en su primer partido vencen a Surinam 5:0, después empatan 1:1 con San Vicente y las Granadinas, pasando a la siguiente ronda, donde vencen 2:1 a Guayana Francesa y 1:0 a Jamaica, logrando pasar a la semifinal, donde vencen 1:0 a Haití. En la final con Trinidad y Tobago logran ganarle históricamente por 1:0 y se coronan campeones de la Copa del Caribe, obteniendo su primer título en la historia. 
En 2013 es convocado para disputar la Copa de Oro de 2013, donde en su debut empiezan perdienso 3:0 con Costa Rica y 4:1 con el anfitrión Estados Unidos y en su último encuentro logran vencer 4:0 a Belice con el hat trick de Ariel Martínez, pasando con lo justo a los cuartos de final, donde pierden 6:1 con Panamá, despidiéndose de forma definitiva del torneo. En el año siguiente participan de la Copa del Caribe de 2014, donde no lograron defender el título de la anterior edición, pero sí llegando a las Semifinales. 
En 2015 es convocado por tercera vez para disputar los partidos de la Copa de Oro de 2015 donde en su primer duelo reciben una goleada de 6:1 frente a México, después son derrotados 2:0 por Trinidad y Tobago y ya en su último encuentro son obligados a derrotar 1:0 a Guatemala para lograr pasar con lo justo a los cuartos de final, donde son derrotados 6:1 por los Estados Unidos, quedando eliminados de la Copa. En el año 2016 participan de la Copa del Caribe de 2016, donde logran vencer 2:1 a Bermudas y después son derrotados 3:0 por Guayana Francesa, pero no lograron pasar a la Segunda Ronda por diferencia de goles ni clasificar a la Copa de Oro de 2017.

## Participación en torneos internacionales
| Torneo                          | Resultado        | Goles |
| ------------------------------- | ---------------- | ----- |
| Copa de Oro de la Concacaf 2011 | Primera fase     | –     |
| Copa del Caribe de 2012         | Campeón          | 3     |
| Copa de Oro de la Concacaf 2013 | Cuartos de final | –     |
| Copa del Caribe de 2014         | Fase final       | –     |
| Copa de Oro de la Concacaf 2015 | Cuartos de final | –     |
| Copa del Caribe de 2016         | Fase preliminar  | 1     |